# École vétérinaire de Maisons-Alfort (métro de Paris)
Pour l'établissement d'enseignement supérieur, voir École nationale vétérinaire d'Alfort.
École vétérinaire de Maisons-Alfort est une station de la ligne 8 du métro de Paris, située sur la commune de Maisons-Alfort.

## Situation
La station est établie au sein du quartier d'Alfort, sous l'amorce de l'avenue du Général-Leclerc (D 19) au sud-est de l'intersection avec l'avenue du Général-de-Gaulle (D 6) et la rue Eugène-Renault, à hauteur de l'École nationale vétérinaire d'Alfort. Orientée selon un axe nord-ouest/sud-est, elle s'intercale entre les stations Charenton - Écoles et Maisons-Alfort - Stade, étant séparée de la première par la Marne que la ligne enjambe au moyen du viaduc-métro de Charenton.

## Histoire
La station est ouverte le 19 septembre 1970 avec la mise en service du prolongement de la ligne 8 depuis Charenton - Écoles jusqu'à Maisons-Alfort - Stade. Celui-ci amorce une nouvelle vague d'extensions du réseau après 18 ans de pause dus aux ressources financières limitées de l'après-guerre, et marque l'apparition des premières « stations-boîtes », caractérisées par une forme rectangulaire liée à leur construction selon la méthode de la tranchée couverte.
Inaugurée sous le nom de Maisons-Alfort - École vétérinaire, cette station doit sa dénomination à son implantation sur le territoire communal de Maisons-Alfort d'une part, ainsi qu'à sa proximité avec le site principal et historique de l'École nationale vétérinaire d'Alfort (EnvA) d'autre part. Le toponyme initial est modifié en 1996 pour prendre sa forme actuelle d'École vétérinaire de Maisons-Alfort.
Dans le cadre du programme « Renouveau du métro » de la RATP, les couloirs de la station sont partiellement modernisés le 13 mars 2009 par le renouvellement des bandeaux d'éclairage, tandis que les sièges d'origine sur les quais sont remplacés par des assises plus contemporaines.

### Fréquentation
Selon les estimations de la RATP, la station a vu entrer 3 193 857 voyageurs en 2019, ce qui la place à la 156e position des stations de métro pour sa fréquentation sur 302,. En 2020, avec la crise du Covid-19, son trafic annuel tombe à 1 808 155 voyageurs, ce qui la classe alors au 135e rang, avant de remonter progressivement en 2021 avec 2 269 487 entrants comptabilisés, la reléguant cependant à la 154e position des stations du réseau pour sa fréquentation cette année-là.

## Services aux voyageurs

### Accès
La station dispose de trois accès répartis en quatre bouches de métro établies sur l'avenue du Général-Leclerc, toutes agrémentées d'une balustrade de facture simple en acier peint en vert :
- l'accès no 1 « Carrefour de la Résistance », constitué d'un escalier fixe signalé par un mât avec un « M » jaune inscrit dans un cercle, débouchant sur le trottoir impair de l'avenue à proximité de l'allée des Amourettes ;
- l'accès no 2 « École nationale vétérinaire - Musée Fragonard », également constitué d'un escalier fixe doté d'un mât « M » jaune, se trouvant sur le trottoir pair de l'avenue, en face de l'accès no 1 ;
- l'accès no 3 « Avenue du Général-Leclerc » comprenant deux trémies, l'une comportant un escalier fixe et l'autre un escalier mécanique montant permettant uniquement la sortie depuis le quai en direction de Pointe du Lac, débouchant légèrement plus au sud-est sur le trottoir pair.

Accès à la station
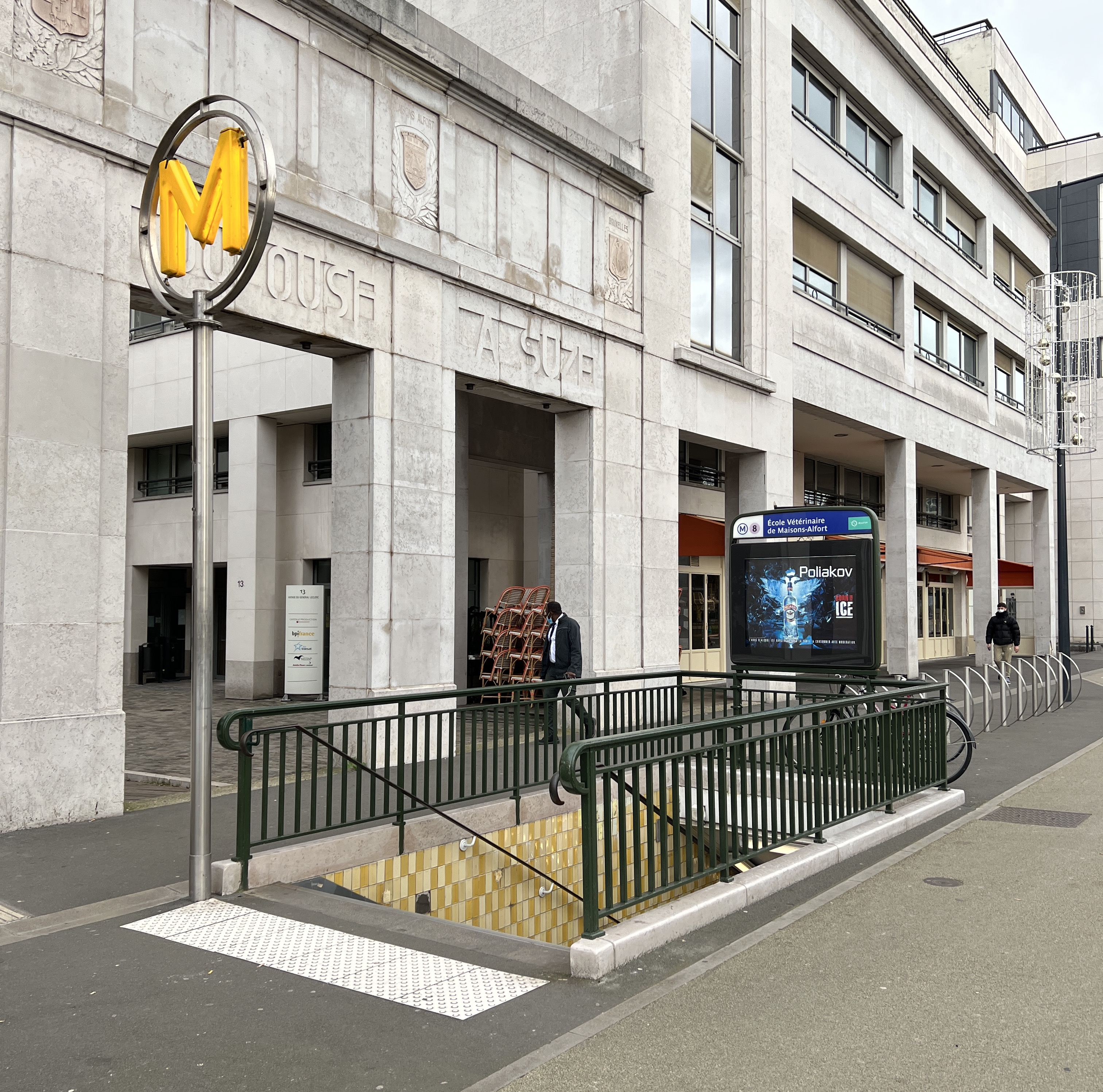
L'accès no 1, « Carrefour de la Résistance ».
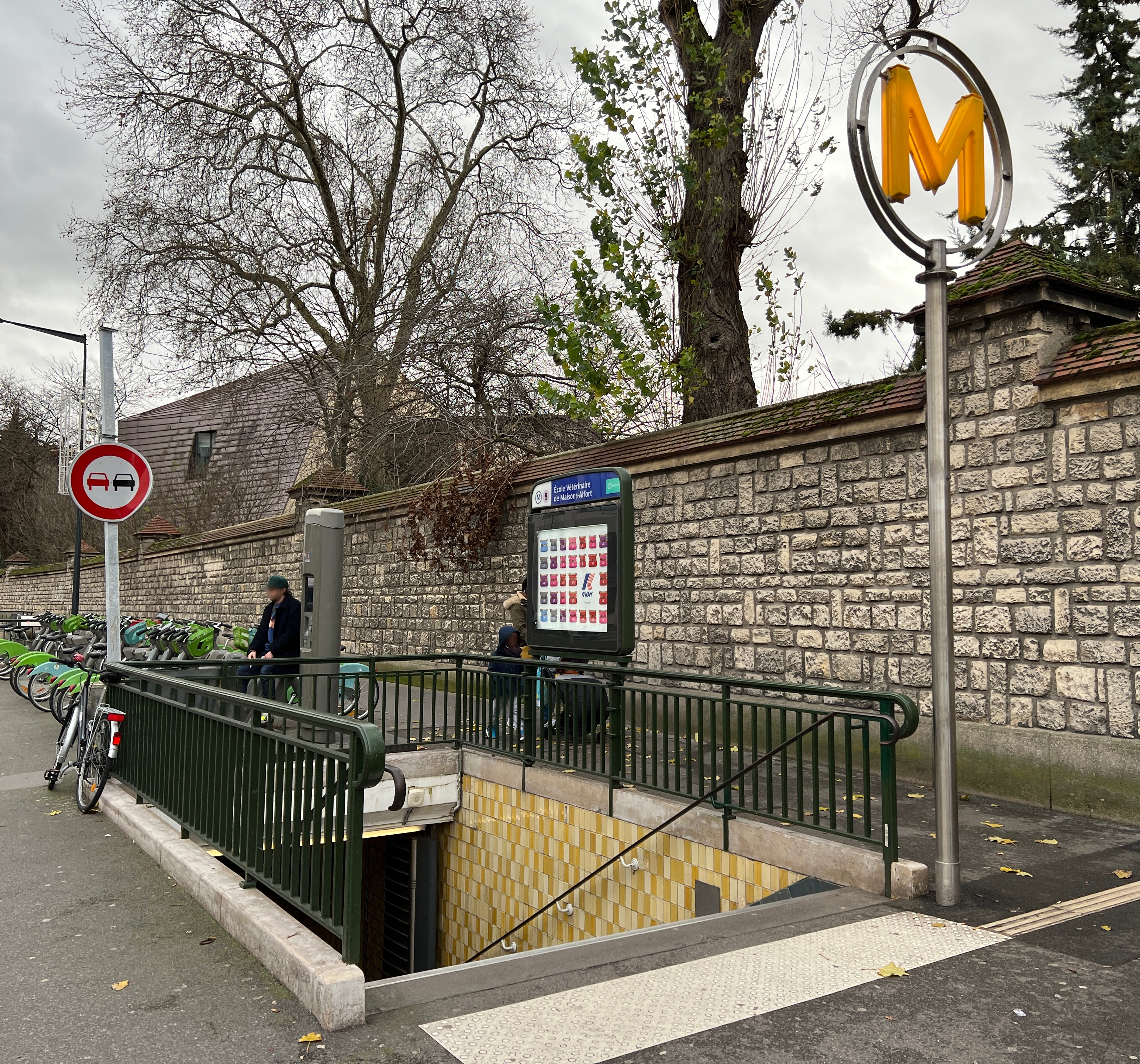
L'accès no 2, « École nationale vétérinaire ».
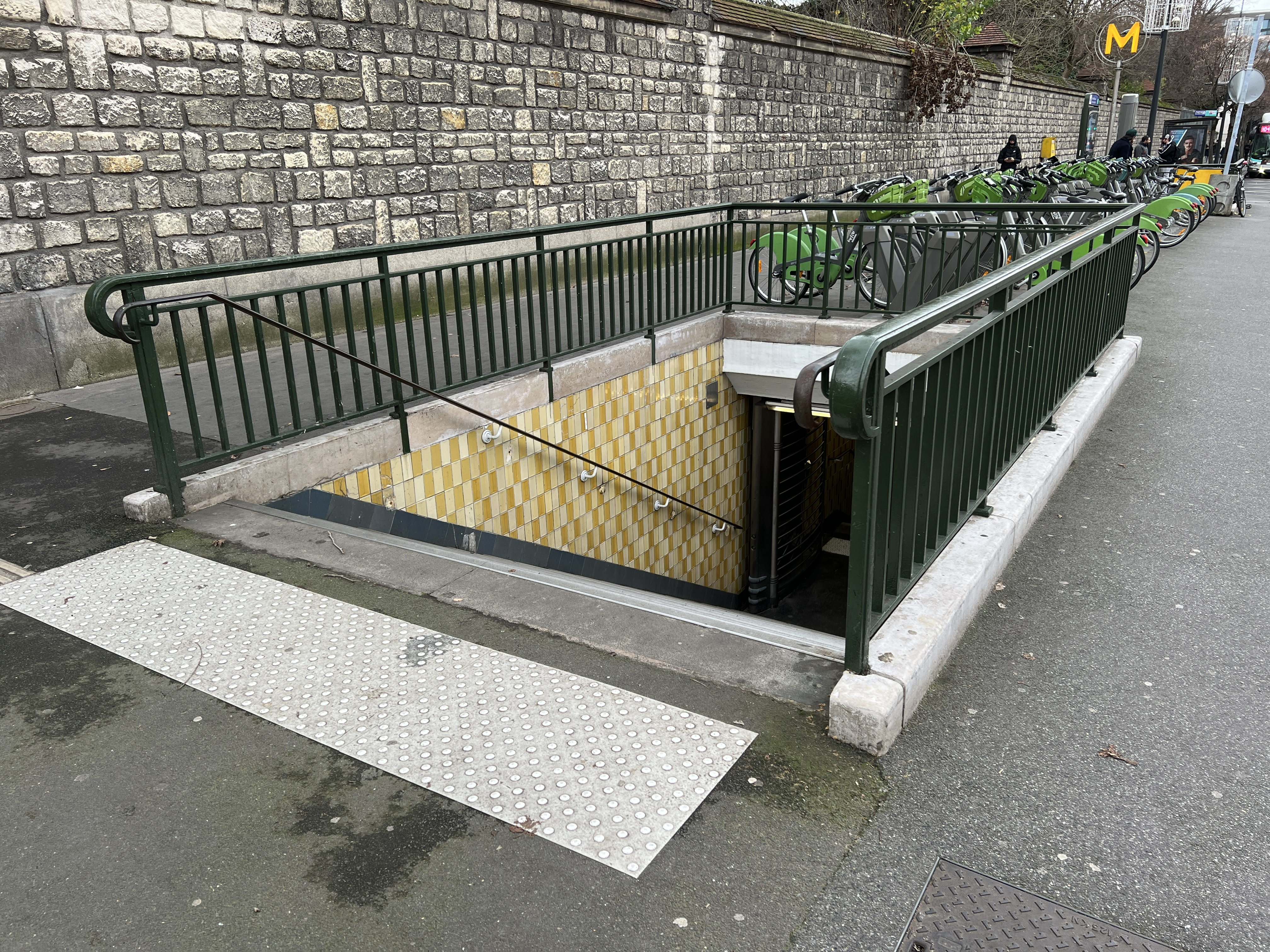
L'accès no 3, « Avenue du Général-Leclerc ».

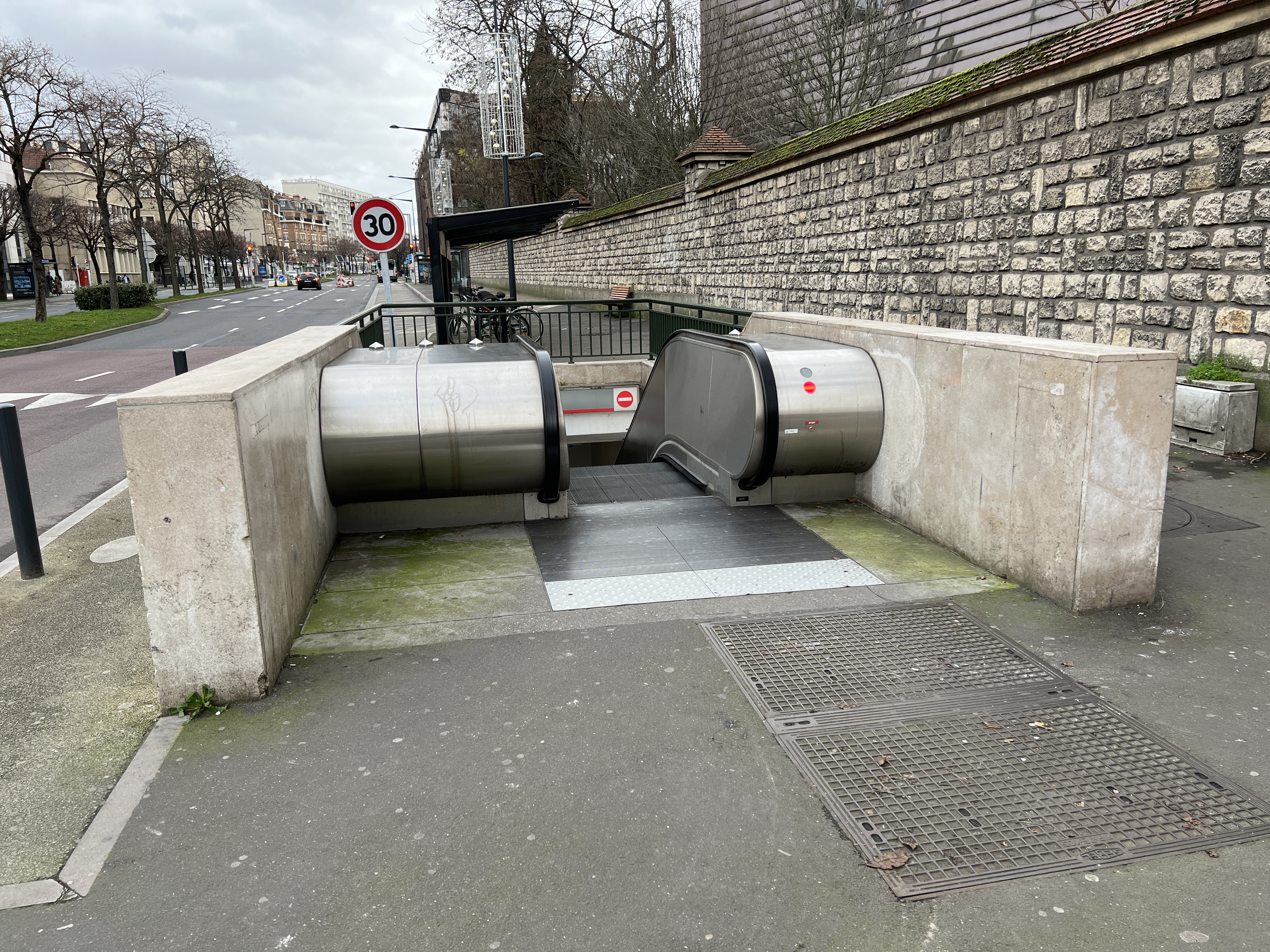
L'escalier mécanique de l'accès no 3.
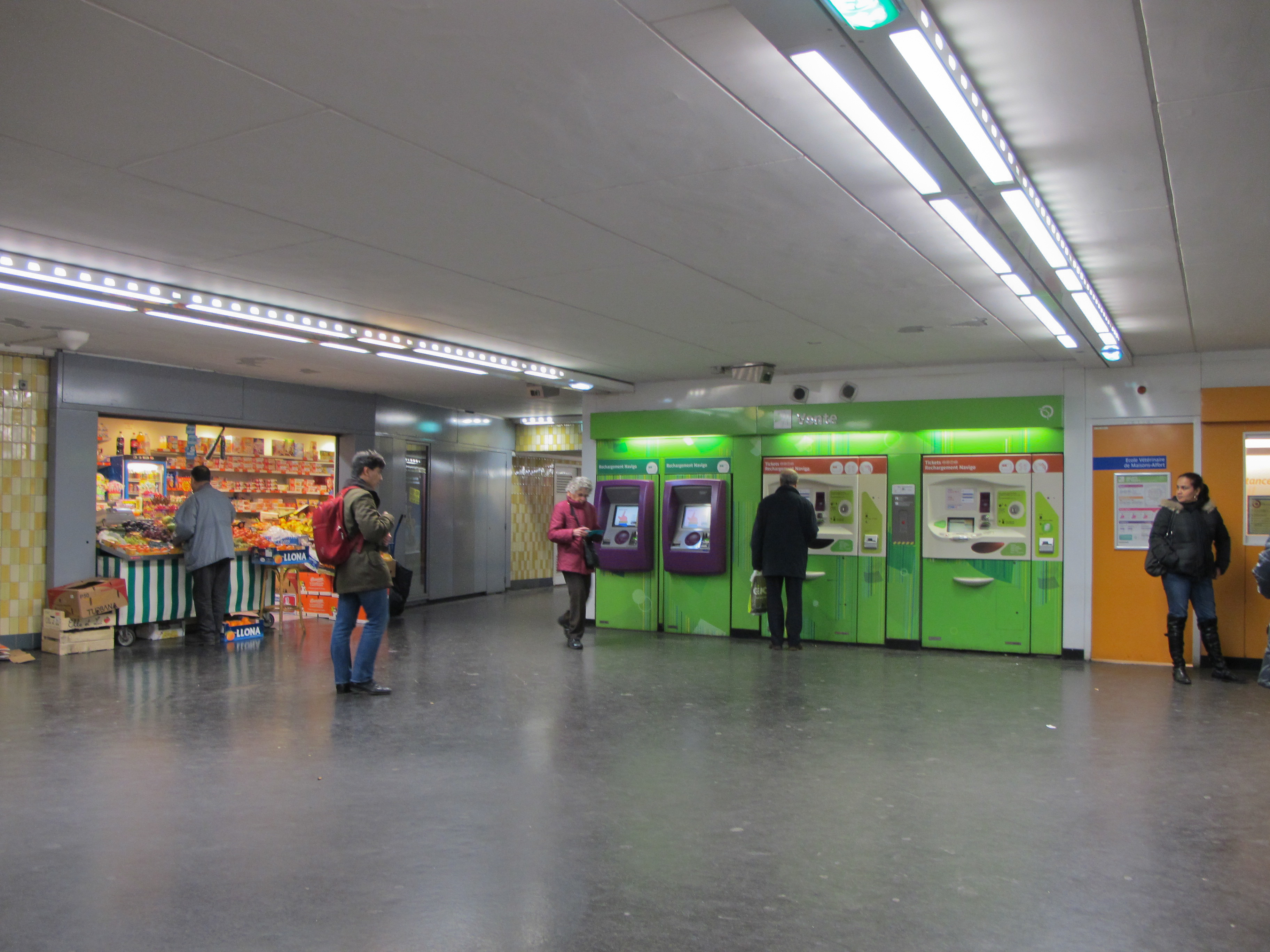
Le hall d'accueil de la station, en 2012.

### Quais
École vétérinaire de Maisons-Alfort est une station de configuration standard : elle possède deux quais, d'une longueur de 105 mètres, séparés par les voies du métro situées au centre. Édifiée dans les années 1970, il s'agit d'une station-cage à piédroits verticaux supportant un plafond horizontal, du fait de sa construction en tranchée couverte. En outre, la hauteur du plafond est moins importante au milieu du point d'arrêt, sous la salle de distribution, cette dernière étant aménagée en surplomb des quais et des voies, sous la forme d'une mezzanine fermée.
La décoration, typique de cette décennie, s'apparente à une déclinaison du style « Mouton-Duvernet » avec des piédroits et tympans recouverts de carreaux à biseaux inversés en divers tons d'ocre, posés verticalement et alignés, ainsi qu'un plafond et des hauts de murs traités en blanc. L'éclairage est assuré par deux bandeaux suspendus que l'on retrouve également à la station suivante, Maisons-Alfort - Stade, ainsi qu'à la station Porte de Bagnolet sur la ligne 3 (en outre, la station Gambetta de cette dernière ligne était équipée du même modèle de rampe jusqu'à sa rénovation en 2007). Les cadres publicitaires, en léger retrait, sont métalliques et le nom de la station est inscrit en police de caractères Parisine sur des plaques émaillées. Les sièges sont de style « Akiko » de couleur cyan, en remplacement des assises « Motte » rouges d'origine.
La station ne partage ce style décoratif qu'avec les deux autres points d'arrêt de la ligne situés sur le territoire de la commune, Maisons-Alfort - Stade et Maisons-Alfort - Les Juilliottes. Toutefois, le carrelage de couleur ocre existe également dans les couloirs d'accès au quai de la station Créteil - Université sur la même ligne, à ceci près qu'il ne présente que la nuance la plus claire.
Par ailleurs, les murs au niveau des quais sont ornés de panneaux représentant des animaux stylisés, illustrant des expressions idiomatiques relatives aux espèces représentées. Ces panneaux sont fixés sur la droite des cadres publicitaires.

Quais de la station
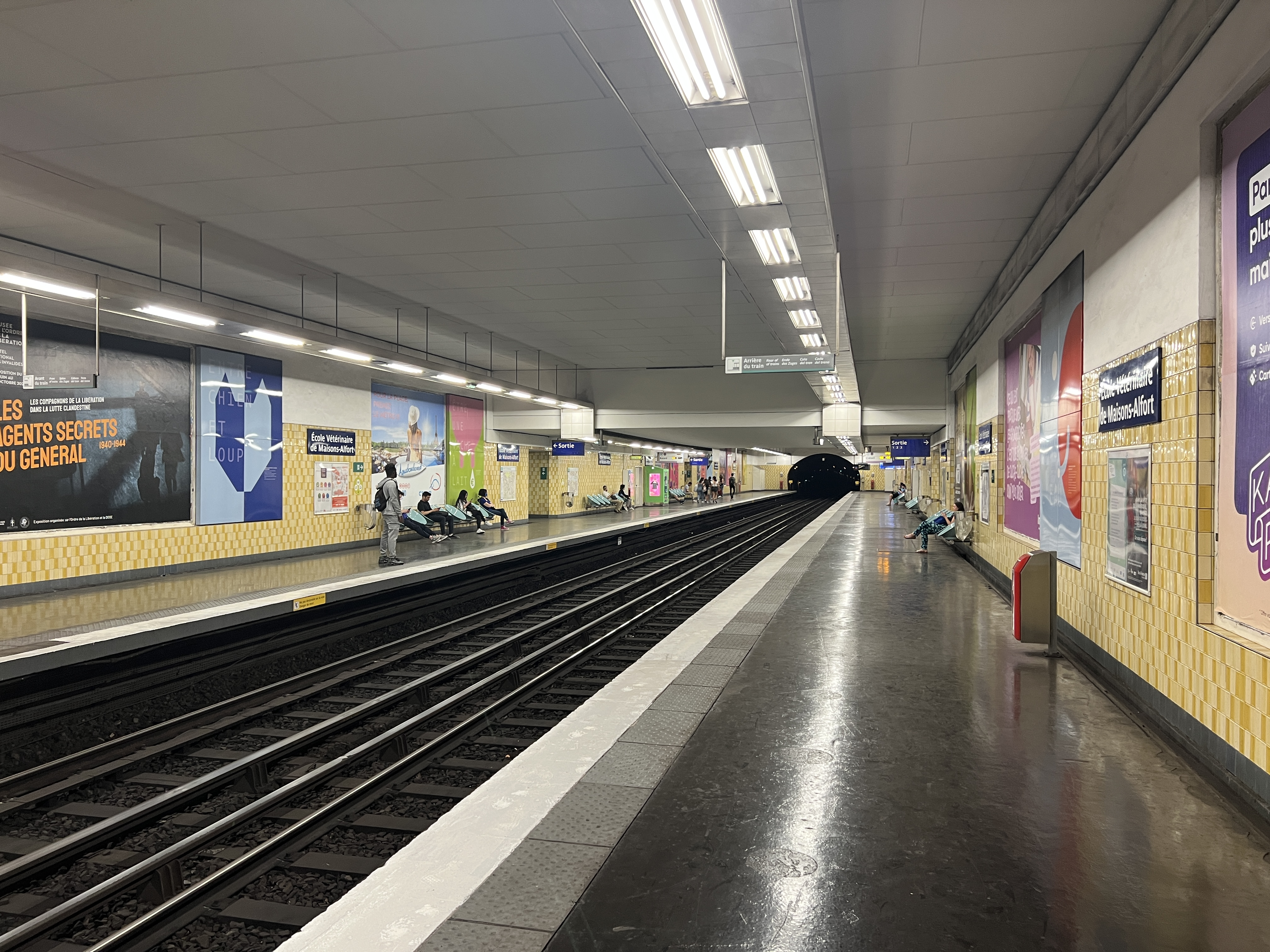
Les quais vus en direction de Pointe du Lac.
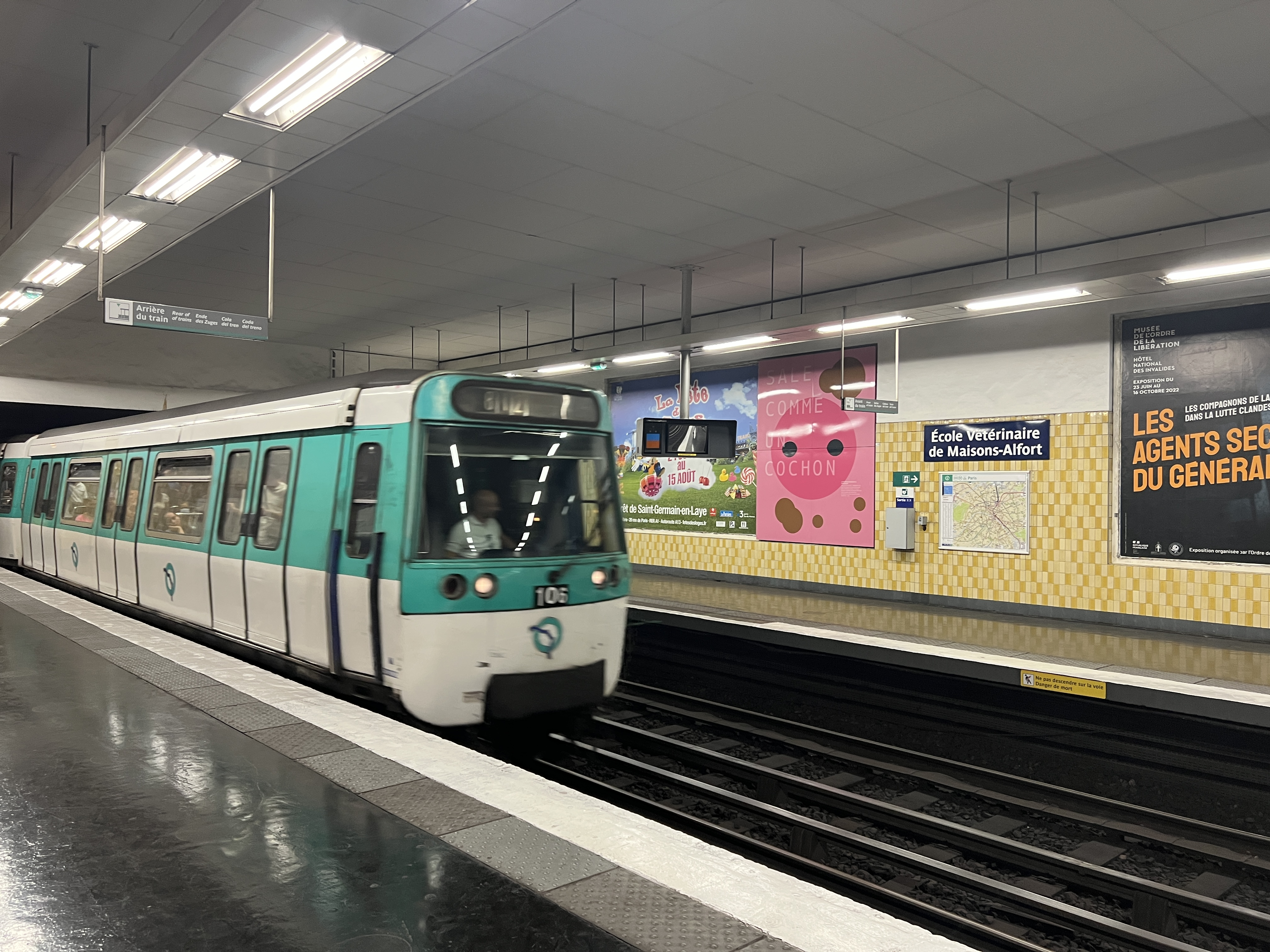
Rame MF 77 entrant en station en direction de Pointe du Lac.
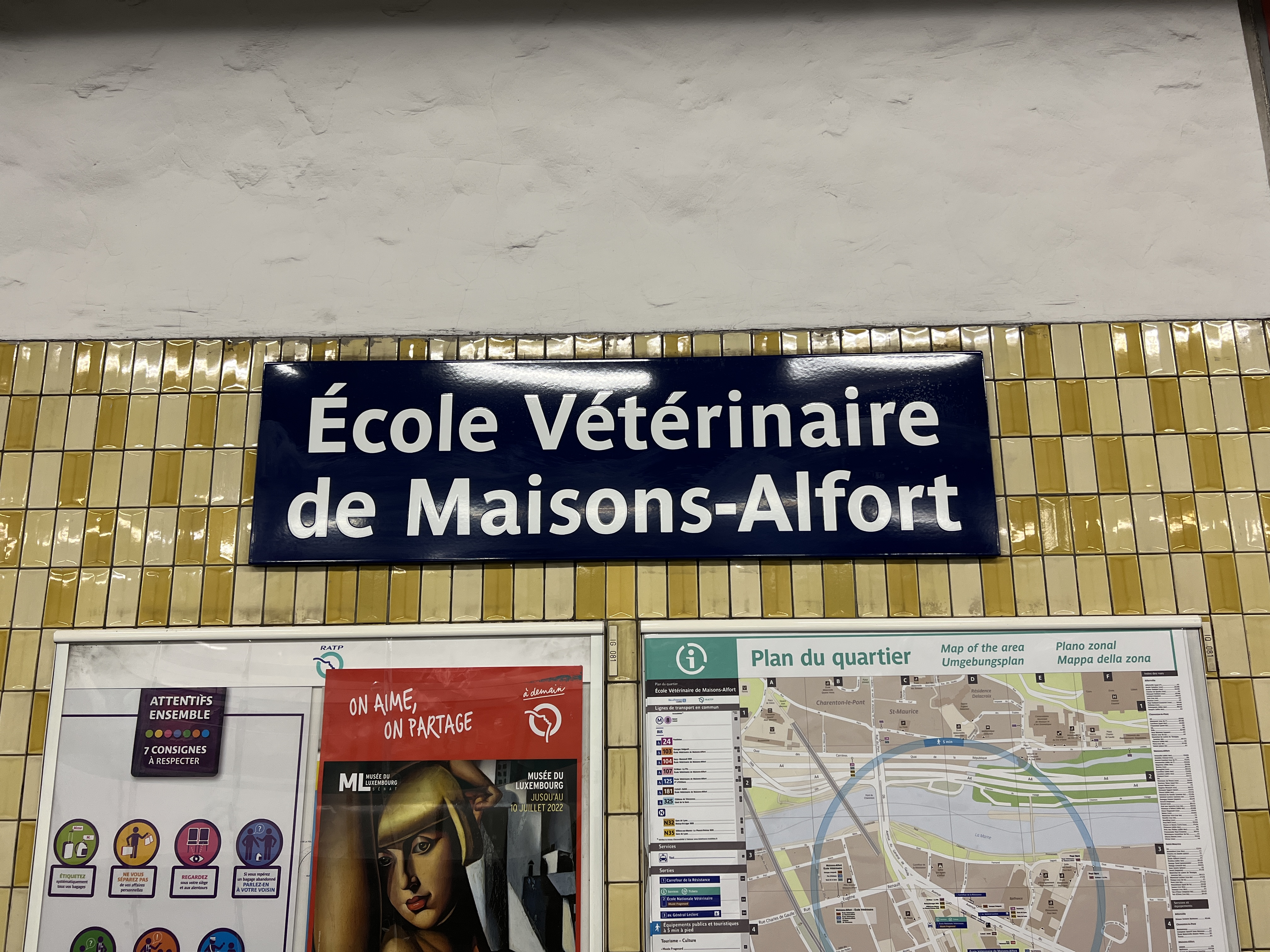
Plaque émaillée indiquant le nom de la station.

### Intermodalité
La station est desservie par les lignes 24, 103, 104, 107, 125, 181 et 325 du réseau de bus RATP et, la nuit, par les lignes N32 et N35 du réseau Noctilien.

## À proximité
- Quais de la Marne
- École nationale vétérinaire d'Alfort
- Musée Fragonard de l'École vétérinaire de Maisons-Alfort
- Siège de l'Agence française de sécurité sanitaire des aliments
- Siège de Bpifrance